# Station Jasionna
Station Jasionna is een spoorwegstation in de Poolse plaats Jasionna.